# Міхневич Наталія Валеріївна
Наталія Валеріївна Міхневич  (біл. Наталля Міхневіч, при народженні Хоронеко (Харанэка), 25 травня 1982, Невинномиськ, Ставропольський край, Росія) — білоруська легкоатлетка, олімпійська медалістка. Заслужений майстер спорту Республіки Білорусь з легкої атлетики. Дружина Андрія Міхневича, бронзового призера літніх Олімпійських ігор 2008.

## Досягнення
| Рік  | Змагання                       | Місце проведення        | Місце | Результат(м) |
| ---- | ------------------------------ | ----------------------- | ----- | ------------ |
| 1999 | Чемпіонат світу серед юнаків   | Бидгощ, Польща          | 2     | 15,57        |
| 2000 | Чемпіонат світу серед юніорів  | Сантьяго, Чилі          | 3     | 16,40        |
| 2001 | Чемпіонат Європи серед юніоров | Гроссето, Італія        | 1     | 16,92        |
| 2003 | Чемпіонат світу серед молоді   | Бидгощ, Польща          | 1     | 17,66        |
| 2003 | Універсіада                    | Тегу, Південна Корея    | 5     | 16,82        |
| 2004 | Олімпійські ігри               | Афіни, Греція           | 5     | 18,96        |
| 2004 | IAAF World Athletics Final     | Монте-Карло, Монако     | 5     | 17,56        |
| 2005 | Чемпіонат світу                | Гельсінкі, Фінляднія    | 6     | 18,34        |
| 2005 | Універсіада                    | Ізмір, Туреччина        | 1     | 18,86        |
| 2005 | IAAF World Athletics Final     | Монте-Карло, Монако     | 2     | 18,80        |
| 2006 | Чемпіонат світу в приміщенні   | Москва, Росія           | 1     | 19,84        |
| 2006 | Чемпіонат Європи               | Гетеборг, Швеція        | 1     | 19,43        |
| 2006 | IAAF World Athletics Final     | Штутгарт, Німеччина     | 1     | 19,81        |
| 2006 | Кубок світу з легкої атлетики  | Афіни, Греція           | 4     | 19,06        |
| 2008 | Олімпійські ігри               | Пекін, Китай            | 2     | 20,28        |
| 2009 | Чемпіонат світу                | Берлін, Німеччина       | 4     | 19,66        |
| 2010 | Чемпіонат світу в приміщенні   | Доха, Катар             | 2     | 20,42        |
| 2010 | Кубок Європи з зимових метань  | Арль, Франція           | 2     | 19,55        |
| 2010 | Чемпіонат Європи               | Барселона, Іспанія      | 2     | 19,53        |
| 2011 | Чемпіонат світу                | Тегу, Південна Корея    | 11    | 18,47        |
| 2012 | Олімпійські ігри               | Лондон, Велика Британія | 11    | 18,42        |
| 2015 | Чемпіонат світу                | Пекін, Китай            | 8     | 18,24        |